# Dichapetalum pierrei
Dichapetalum pierrei är en tvåhjärtbladig växtart som beskrevs av Pellegrin. Dichapetalum pierrei ingår i släktet Dichapetalum och familjen Dichapetalaceae. Inga underarter finns listade i Catalogue of Life.